# Skyflash
El British Aerospace Skyflash era un misil aire-aire de medio alcance guiado por radar semiactivo derivado del misil AIM-7 Sparrow estadounidense. Fue portado por los F-4 Phantom y Tornado F3 de la Royal Air Force, los Tornado ADV de la Aeronautica Militare y de Fuerza Aérea Real Saudí y por los Saab 37 Viggen de la Fuerza Aérea Sueca. Fue reemplazado por el más capaz AMRAAM.

## Historia
Skyflash salió de un plan británico para desarrollar un misil buscador de monopulso inverso para el AIM-7E-2 Sparrow de GEC y el Royal Aircraft Establishment (RAE) a fines de los años sesenta. Habiendo demostrado que esto era factible, el Requisito de Personal de Aire 1219 se emitió en enero de 1972, con el código de proyecto XJ.521. Los contratistas fueron Hawker Siddeley y Marconi Space and Defence Systems (la división de armas guiadas de GEC). Los cambios principales del Gorrión fueron la adición de un buscador de radar monopulso inverso semiactivo de Marconi, electrónica mejorada, superficies de control adaptadas y un fusil de radar activo Thorn EMI. Los motores de cohete utilizaron el Bristol Aerojet Mk 52 mod 2 y el Rocketdyne Mk 38 mod 4 cohete motor; El último es el Aerojet Hoopoe.
Las pruebas del resultado resultante demostraron que podrían funcionar con éxito en entornos hostiles de Contramedidas Electrónicas (ECM) y podrían atacar los objetivos en una amplia variedad de condiciones. Puede lanzar desde un nivel tan bajo como 100 m para atacar hasta un objetivo a gran altitud o lanzar hasta un nivel alto para atacar hasta un objetivo que vuela hasta bajo como 75 m. El conjunto de modificaciones de tornado incorporado en el F-4 Phantom II en 1978.
En 1985, estos aviones fueron reemplazados con Panavia Tornado ADV. Tanto el Fantasma como el Tornado llevan el Skyflash en pozos semi-empotrados en la parte inferior de la aeronave para reducir la resistencia. Sin embargo, en el Tornado, los trapecios hidráulicos de Frazer-Nash proyectaron el misil en la corriente de deslizamiento antes de la ignición del motor. Esto se amplía sobre el disparo del misil asegurando que el lanzamiento no se ha afectado por la turbulencia del fuselaje. Por lo tanto, Skyflash se incluye en la serie 5000 TEMPERATURA para los huecos de Frazer-Nash en el cuerpo del misil, la electrónica del Control de la actitud de lanzamiento en la sección del piloto automático y las superficies del ala mejoradas. La combinación Tornado-Skyflash comenzó a funcionar en 1987 con la formación del primer Escuadrón Tornado F.3.
Desde 1988, otra modificación (serie 6000) apodada "SuperTEMP" incluyó el motor de cohete Hoopoe para cambiar el perfil de vuelo del impulso y el deslizamiento (con una quemadura de 4 segundos) un impulso-sostenido-deslizamiento (quemadura de 7 segundos) ), aumentó su rango y maniobrabilidad.
En el servicio RAF, los misiles generalmente se transportan junto con cuatro misiles aire-aire de corto alcance, ya sea AIM-9 Sidewinders o AIM-132 ASRAAMs.
Se publicó una versión con un buscador de radar desarrollado por Thomson CSF y una capacidad de actualización en la mitad del curso, Skyflash Mk 2 (llamado Active Skyflash), tanto para la RAF como para Suecia. El interés británico terminó con la Revisión de Defensa de 1981; British Aerospace (BAe) mantuvo la propuesta hasta principios de los 90, pero no hubo compradores.
Otros derivados de SkyFlash se estudian con el nombre en el código S225X, y en una versión con motor a presión, el S225XR se relaciona con la base del MBDA Meteor.
En 1996, la RAF anunció el lanzamiento del Programa de Mantenimiento de la Capacidad, que requería, entre otras cosas, el reemplazo del Skyflash con el AIM-120 AMRAAM. AMRAAM incorpora un buscador activo con una unidad de referencia inercial y sistema informático de strapdown, que le otorga la capacidad de disparar y olvidar. El primer Tornado ADV F.3 con capacidad limitada de AMRAAM se encuentra en servicio en 1998. En 2002, otra actualización habilitada la capacidad completa de AMRAAM. La primera mención de AMRAAM como reemplazo de Skyflash se remonta a 1986.

## Características
- Función principal: misil aire-aire de mediano alcance.

- Contratista principal: BAe Dynamics, con Raytheon como subcontratista

- Costo unitario: £ 150,000 por ronda

- Planta de energía: Rocketdyne sólido propulsor cohete motor

- Longitud: 3,68 m (12 pies 1 pulg.)

- Peso: 193 kg (425 lb)
- Diámetro: 0.203 m (8 in)
- Distancia entre alas: 1.02 m (40 in)
- Alcance: 45 km. (28 millas).
- Velocidad: Mach 4
- Sistema de guía: Marconi homopersión de radar semiactivo inverso homing
- Ojivas: anillo explosivo de alta expansión con fusible de proximidad.
- Peso de la cabeza de guerra: 39.5 kg (87 lb)
- Usuarios: Reino Unido (Real Fuerza Aérea), Arabia Saudita (Real Fuerza Aérea Saudita), Italia (en Tornado F3s), Suecia (Real Fuerza Aérea Sueca).
- Fecha de despliegue: 1978
- Fecha de retiro: Aprox. 2005-2006

## Operadores
Arabia Saudita
- Fuerza Aérea Real Saudí

 Italia
- Fuerza Aérea Italiana

 Reino Unido
- Royal Air Force

 Suecia
- Fuerza Aérea Sueca. Fabricado bajo licencia como Robot 71.

## Misiles similares
- AIM-7 Sparrow
- Vympel R-23
- Vympel R-27
- Matra R.530